# Susumu Mochizuki
 (mai 2022).
Susumu Mochizuki (望月享, Mochizuki Susumu), plus connu sous son nom de ring Jimmy Susumu, est un catcheur japonais, travaillant à la Dragon Gate.

## Carrière

### Dragon Gate

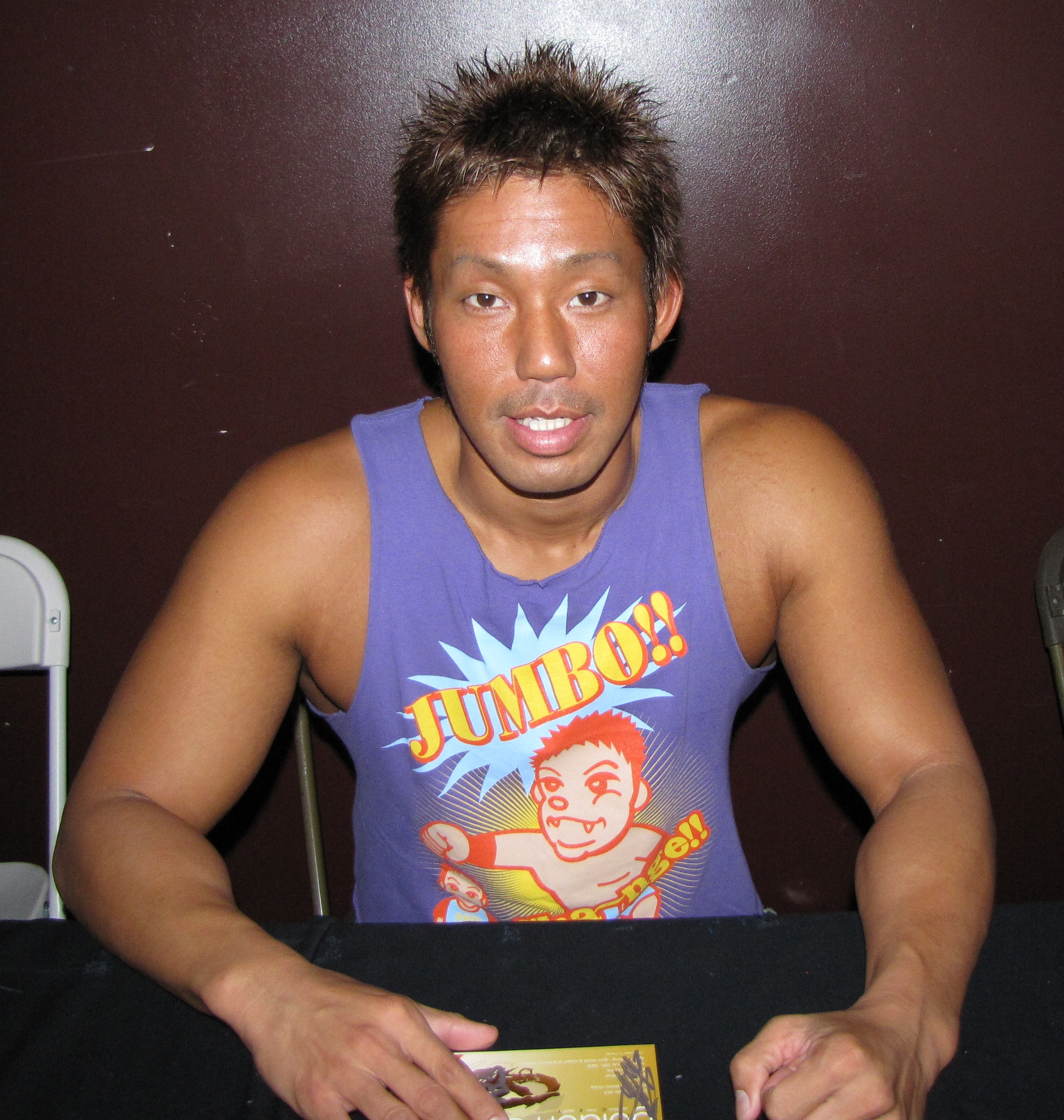
Yokosuka en 2009

#### Jimmyz (2012–2017)
Le 3 mars, il forme le groupe Jimmyz avec Genki Horiguchi H.A.Gee.Mee!!, Jimmy Kanda, Ryo "Jimmy" Saito et Jimmy KAGETORA. Le lendemain, lui et Jimmy KAGETORA battent Mad Blankey (Akira Tozawa et BxB Hulk) et remportent les Open the Twin Gate Championship.
Lors de Final Gate 2016, lui, Jimmy Kanda et Ryo "Jimmy" Saito battent  Ben-K, Kotoka et Masato Yoshino et VerserK (Cyber Kong, El Lindaman et Mondai Ryu) et remportent les vacants Open the Triangle Gate Championship.
Le 3 avril, ils perdent les titres contre VerserK (Cyber Kong, Shingo Takagi et T-Hawk).

#### Natural Vibes (2018-2019)
Lors de Dead Or Alive 2018, lui, Kzy et Genki Horiguchi battent MaxiMuM (Naruki Doi, Masato Yoshino et Jason Lee) et remportent les Open the Triangle Gate Championship. Le 22 juillet, ils conservent les titres contre ANTIAS (Masato Tanaka, Takashi Yoshida et Yasushi Kanda),. Lors de Final Gate 2018, ils perdent les titres contre R.E.D (Kazma Sakamoto, Takashi Yoshida et Yasushi Kanda),.
Lors de Gate Of Destiny 2019, il perd son titre contre Kaito Ishida.

#### Toryumon (2019-2020)
Lors de Final Gate 2020, Toryumon est contraint de se dissoudre après avoir perdu un No Disqualification Losing Unit Disbands Match contre R.E.D (Eita, H.Y.O, HipHop Kikuta, Kaito Ishida et SB KENTo).

#### Retour de Natural Vibes (2020-2022)
Le 13 janvier 2021, lui, Genki Horiguchi et Kzy battent R.E.D (SB KENTo, Takashi Yoshida et Kazma Sakamoto) et remportent les Open the Triangle Gate Championship pour la deuxième fois,.
Lors de Kobe Pro-Wrestling Festival 2021 - Tag 1, lui et KING Shimizu battent R.E.D (Kaito Ishida et Kazma Sakamoto) et remportent les Open the Twin Gate Championship. Lors de The Gate Of Destiny 2021, ils conservent leur titres contre KONGOH (Kenoh et Hao).

#### M3K (2022-...)
Lors de Dead or Alive 2022, il perd contre Kai pour le Open the Dream Gate Championship et doit donc quitter Natural Vibes et reprendre son nom de ring d'origine "Susumu Mochizuki",.
Le 30 juillet, lui, Mochizuki Jr. et Masaaki Mochizuki battent Los Perros del Mal de Japón (Eita, Kotarō Suzuki et Nosawa Rongai) par décompte extérieur et remportent les Open the Triangle Gate Championship.

### Ring Of Honor (2007)
Lors de ROH Live In Osaka, lui et SHINGO perdent contre The Briscoe Brothers (Jay Briscoe et Mark Briscoe) et ne remportent pas les ROH World Tag Team Championship. 

### Dragon Gate USA (2009-2013)
Lors de Mercury Rising 2010, il perd contre Yamato et ne remporte pas le Open the Dream Gate Championship.

## Palmarès
- All Japan Pro Wrestling
  - 1 fois AJPW World Junior Heavyweight Championship

- Dragon Gate
  - 1 fois I-J Heavyweight Tag Team Championship avec Ryo Saito
  - 1 fois Open the Brave Gate Championship
  - 2 fois Open the Dream Gate Championship
  - 11 fois Open the Triangle Gate Championship avec CIMA et Ryo Saito (2), K-ness et Masaaki Mochizuki (1), Mr. Kyu Kyu Naoki Tanizaki Toyonaka Dolphin et Ryo "Jimmy" Saito (1), Jimmy Kanda et Mr. Kyu Kyu Naoki Tanizaki Toyonaka Dolphin (1), Genki Horiguchi H.A.Gee.Mee!! et Ryo "Jimmy" Saito (1), Genki Horiguchi H.A.Gee.Mee!! et Jimmy Kagetora (1), Jimmy Kanda et Ryo "Jimmy" Saito (1), Genki Horiguchi et Kzy (2) et Mochizuki Jr. et Masaaki Mochizuki (1, actuel)
  - 7 fois Open the Twin Gate Championship avec Ryo Saito (1), Gamma (1), K-ness (1), Jimmy Kagetora (3) et KING Shimizu (1)
  - King of Gate (2014)
  - Summer Adventure Tag League (2014) avec Jimmy Kagetora
  - Summer Adventure Tag League (2015) avec Jimmy K-ness J.K.S.

- International Wrestling Revolution Group
  - 1 fois IWRG Intercontinental Tag Team Championship avec Yasushi Kanda[22]

- Kyushu Pro Wrestling
  - 1 fois Kyushu Pro Tag Team Championship avec Genki Horiguchi

- Pro Wrestling Zero1
  - 1 fois NWA International Lightweight Tag Team Championship avec Jimmy Kagetora[23]
  - 2 fois NWA World Welterweight Championship
  - 3 fois UWA World Trios Championship avec Yasushi Kanda et Darkness Dragon (1), Masaaki Mochizuki et Darkness Dragon (1) et Genki Horiguchi et Ryo Saito (1)

## Récompenses des magazines
- Pro Wrestling Illustrated

| Année | 2007 | 2008 à 2011 | 2012 | 2013       | 2014 |
| ----- | ---- | ----------- | ---- | ---------- | ---- |
| Rang  | 246  | Non classé  | 139  | Non classé | 222  |